# 泉企
泉企（？—537年），又作泉仚，字思道，北魏、西魏官员、军事人物。上庸郡丰阳县人。
泉企世居商洛。曾祖泉景言，北魏建节将军，假宜阳郡守，世袭本县令，封丹水侯。父亲泉安志，复为建节将军、宜陽郡太守，领本县令，降爵为丹水伯。泉企九岁丧父，服丧完毕袭爵丹水伯。十二岁时，乡人皇平、陳合等三百余人到洛州，请以泉企为县令。洛州向朝廷報告，魏宣武帝同意他们的請願，以泉企为丰阳县令。其母去世，泉企丁忧去职。丰阳县父老表请起复本任，皇帝同意。泉企复任丰阳县令，加号討寇将軍。
孝昌元年（525年），加龙骧将军、假节、防洛州别将。转任上洛郡太守。孝昌三年（527年），蕭宝寅在关中作乱，派部下郭子恢攻打潼关，泉企率领乡兵三千人将其击退。以功拜征虏将军。蕭宝寅又派兵万人抵达青泥，煽动巴人，以图奪取上洛郡。上洛郡豪族泉氏、杜氏二姓暗中响应。泉企和洛州刺史董紹進兵袭击，二姓敗走，蕭宝寅大軍也被击退。泉企转任左将軍、析州刺史，别封涇陽县伯。
永安元年（528年），南朝梁曹義宗、王玄真進攻北魏荊州，泉企加持节、都督，率兵救援荊州。在順陽遭遇王玄真，获胜。担任撫軍将軍、使持节，假镇南将军、东雍州刺史，进爵为丹水侯。泉企統治下的楊羊皮是太保楊椿的从弟，依靠楊椿的权势，侵害百姓。太守、長官惧怕权臣，不敢告发楊羊皮。泉企将楊羊皮收监，将他处决。楊椿一族惭惧。泉企在任東雍州五年，以清廉俭約著称。蜀人張国雋聚党劫掠，横行州郡，泉企将他抓捕处死。魏孝武帝初年，加車騎将軍、左光禄大夫。
魏孝武帝讨厌高欢专横，计划迁都关中，想要委任泉企山南之事，任命他为都督洛州諸軍事、洛州刺史。孝武帝离开洛陽，西向長安。高欢率兵至潼关，泉企和儿子泉元礼率领乡里五千人，北出大谷以抵御，高欢不敢进軍。上洛郡人都督泉岳与弟弟泉猛略和拒阳县人杜窋，计划占据洛州，呼应高欢。泉企察知，殺死泉岳、泉猛略，将首級送至長安。杜窋逃亡入東魏。泉企以前後功勋，加受車騎大将軍、儀同三司。大統元年（535年）西魏建国，加泉企開府儀同三司、兼尚書右僕射、進爵上洛郡公。
大統三年（537年），東魏高昂率兵包围洛州州城（上洛城）。经过十几日抵抗後，上洛失陷，泉企被東魏所擒。被送到邺城，去世。
子
- 泉元礼
- 泉仲遵

## 延伸阅读
[在维基数据编辑]
 《周書·卷44》，出自令狐德棻《周書》